# Khitsakhone Champathong
Khitsakhone Champathong (* 2. Oktober 1995 in Champasak) ist ein laotischer Fußballspieler.

## Karriere

### Verein
Khitsakhone Champathong stand von 2013 bis Mitte 2020 beim Lao Police FC unter Vertrag. Der Verein aus der laotischen Hauptstadt Vientiane spielte in der ersten Liga des Landes, der Lao Premier League. 2017 und 2018 wurde er mit dem Verein Vizemeister. Den Lao FF Cup gewann er mit Police 2014. Mitte 2020 unterschrieb er einen Vertrag beim Zweitligisten Garuda 369 FC. Hier stand er bis Ende 2021 unter Vertrag. Im Januar 2022 ging er wieder in die erste Liga, wo er einen Vertrag beim Master 7 FC unterschrieb. Am Ende der Saison 2022 wurde er mit dem Verein Vizemeister. Für den Verein bestritt er sieben Erstligaspiele. Nach der Saison 2022 wurde sein Vertrag nicht verlängert.

### Nationalmannschaft
Khitsakhone Champathong spielt seit 2017 für die laotische Nationalmannschaft. Bisher bestritt er vier Länderspiele.

## Erfolge
Lao Police FC
- Laotischer Vizemeister: 2017, 2018
- Laotischer Pokalsieger: 2014

Master 7 FC
- Laotischer Vizemeister: 2022